# Ceftarolinfosamil
Ceftarolinfosamil  ist ein Arzneistoff mit antibiotischer Wirkung.
Es handelt sich um das N-Phosphono-Prodrug von Ceftarolin, einem Cephalosporin-Antibiotikum der 5. Generation mit hoher Wirksamkeit gegen methicillinresistente Staphylokokken (MRSA) und andere multiresistente Problemkeime (VISA, VRSA, PRSP) sowie gegen gramnegative Bakterien, nicht aber gegen ESBL-bildende Enterobacteriaceae und Non-Fermenter.
Entwickelt wurde es von dem japanischen Pharmaunternehmen Takeda und im Oktober 2010 von der FDA als Teflaro zugelassen zur parenteralen Behandlung von Erwachsenen mit ambulant erworbener Pneumonie und von akuten Haut- und Weichgewebeinfektionen. Im August 2012 folgte unter dem Namen Zinforo die Zulassung für die EU-Länder.
Pharmazeutisch wird der Wirkstoff als Salz der Essigsäure, Ceftarolinfosamilacetat-Monohydrat, eingesetzt.

Der Metabolit Ceftarolin[S 3]